# Francisco Javier López Bravo
Francisco Javier López Bravo (Màlaga, 6 d'abril de 1974) és un futbolista andalús, que ocupa la posició de defensa.

## Trajectòria
Bravo va començar la seua carrera en el Club Atlético Malagueño, filial del CD Málaga que es va haver de refundar a la primera meitat dels 90. D'aquest procés va aparèixer el Màlaga CF, en el qual s'hi incorporaria Bravo, ja a la Tercera Divisió (94/95). El defensa va ser una peça clau per als posteriors ascensos que van conduir l'equip andalús de nou a la màxima categoria el 1999.
En primera divisió, Bravo va ser titular els dues primeres campanyes, mentre que a les altres dues queia a la suplència. L'estiu del 2003 deixa el club i recala al Rayo Vallecano, llavors a Segona B, per signar mitja temporada 03/04. L'altra mitja ho faria amb la UD Almería, a Segona Divisió.
A partir del 2004, la carrera de Bravo prossegueix en equips andalusos de divisions més modestes: Racing Portuense (04/05), UD Melilla (05/07), CD La Unión (2007) i Vélez CF (2008). També va jugar al Reial Oviedo a la segona meitat de la temporada 07/08.